# Josep Maria Castellví i Marimon
Josep Maria Castellví i Marimon (Barcelona, 1900 - 1944) va ser un director de cinema català.

## Biografia
En 1919 va viatjar per París, Berlín i Londres, on va treballar de muntador i ajudant de direcció. A França va rodar en 1931 una de les primeres pel·lícules sonores, el curtmetratge Cinópolis que Francisco Elías va refer com llargmetratge amb Imperio Argentina, i en 1932 la primera comèdia del cine sonor espanyol, el musical Mercedes, en la que van participar Josep Santpere i Pei i Jaume Planas i Simó amb la seva orquesta Jaume Planas y sus Discos Vivientes, que inclogué fragments en català i fou un gran èxit de públic. la seva darrera pel·lícula, El hombre que las enamoraba fou estranada pòstumament en 1944.

## Filmografia
- Cinópolis (1931)
- La canción de las naciones (1931)
- Mercedes (1932)
- ¡Viva la vida! (1934)
- ¡¡¡Abajo los hombres!!! (1935)
- La linda Beatriz (1939)
- Julieta i Romeo (1940)
- Cuarenta y ocho horas (1942)
- El camino del amor (1943)
- El hombre que las enamora (1944)